# Chrysocyclus cestri
Chrysocyclus cestri är en svampart som först beskrevs av Dietel & Henn., och fick sitt nu gällande namn av Hans Sydow 1925. Chrysocyclus cestri ingår i släktet Chrysocyclus och familjen Pucciniaceae.   Inga underarter finns listade i Catalogue of Life.